# 阿迪勒·侯赛因
阿迪勒·侯赛因（Adil Hussain；1963年10月5日—）是印度舞台劇、電視和電影男演員。他曾參演少年Pi的奇幻漂流，並於2017年獲得了印度國家電影獎中的獎項。